# Campionati europei di corsa in montagna 2000
I VI Campionati europei di corsa in montagna si sono disputati a Międzygórze, in Polonia, il 2 luglio 2000 con il nome di European Mountain Running Trophy 2000. Il titolo maschile è stato vinto da Massimo Galliano, quello femminile da Izabela Zatorska.

## Uomini Seniores
Individuale
| Pos.    | Atleta           | Nazione     | Tempo  |
| ------- | ---------------- | ----------- | ------ |
| Oro     | Massimo Galliano | Italia      | 50'22" |
| Argento | Richard Findlow  | Inghilterra | 50'56" |
| Bronzo  | Antonio Molinari | Italia      | 51'03" |
| 4       | Roman Skalsky    | Rep. Ceca   | 51'19" |
| 5       | Paulo Goncalves  | Portogallo  | 51'31" |
| 6       | Robert Quinn     | Scozia      | 51'37" |
| 7       | Neil Wilkinson   | Scozia      | 51'57" |
| 8       | Chris Robison    | Scozia      | 52'04" |
| 9       | Zdenek Zoubek    | Rep. Ceca   | 52'19" |
| 10      | Joze Ceh         | Slovenia    | 52'21" |

Squadre
| Pos.    | Squadra | Punti |
| ------- | ------- | ----- |
| Oro     | Italia  | 16    |
| Argento | Scozia  | 21    |
| Bronzo  | Francia | 49    |

## Donne Seniores
Individuale
| Pos.    | Atleta              | Nazione    | Tempo  |
| ------- | ------------------- | ---------- | ------ |
| Oro     | Izabela Zatorska    | Polonia    | 33'38" |
| Argento | Birgit Sonntag      | Germania   | 33'53" |
| Bronzo  | Rosita Rota Gelpi   | Italia     | 34'17" |
| 4       | Svetlana Demidenko  | Russia     | 34'23" |
| 5       | Angela Mudge        | Scozia     | 34'37" |
| 6       | Flavia Gaviglio     | Italia     | 34'56" |
| 7       | Cornelia Heinzle    | Austria    | 35'26" |
| 8       | Ludmila Melicherova | Slovacchia | 35'30" |
| 9       | Isabelle Guillot    | Francia    | 35'49" |
| 10      | Margherita Grosso   | Italia     | 36'08" |

Squadre
| Pos.    | Squadra  | Punti |
| ------- | -------- | ----- |
| Oro     | Italia   | 19    |
| Argento | Germania | 36    |
| Bronzo  | Francia  | 47    |

## Medagliere
| Posizione | Paese       | Oro | Argento | Bronzo | Totale |
| --------- | ----------- | --- | ------- | ------ | ------ |
| 1         | Italia      | 3   | 0       | 2      | 5      |
| 2         | Polonia     | 1   | 0       | 0      | 1      |
| 3         | Germania    | 0   | 2       | 0      | 2      |
| 4         | Inghilterra | 0   | 1       | 0      | 1      |
| 4         | Scozia      | 0   | 1       | 0      | 1      |
| 6         | Francia     | 0   | 0       | 2      | 2      |